# Xylocopa pseudoleucothorax
Xylocopa pseudoleucothorax är en biart som beskrevs av Maidl 1912. Xylocopa pseudoleucothorax ingår i släktet snickarbin, och familjen långtungebin. Inga underarter finns listade i Catalogue of Life.